# Milan Brglez
Milan Brglez (ur. 1 września 1967 w Lublanie) – słoweński polityk i politolog, wykładowca akademicki, od 2014 do 2018 przewodniczący Zgromadzenia Państwowego, poseł do Parlamentu Europejskiego IX kadencji.

## Życiorys
Ukończył studia politologiczne na Uniwersytecie Lublańskim, uzyskał magisterium z prawa i doktorat z zakresu stosunków międzynarodowych. Zajął się działalnością akademicką na macierzystej uczelni, na której objął funkcję kierownika katedry stosunków międzynarodowych na wydziale nauk społecznych.
W 2014 dołączył do nowo powołanej Partii Mira Cerara, został jej wiceprzewodniczącym. Ugrupowanie to wygrało przedterminowe wybory parlamentarne w tym samym roku. 1 sierpnia 2014 Milan Brglez, który uzyskał mandat poselski, został wybrany na przewodniczącego Zgromadzenia Państwowego. W 2018 polityk z powodzeniem ubiegał się o reelekcję do słoweńskiego parlamentu. 22 czerwca tegoż roku zakończył pełnienie funkcji przewodniczącego Zgromadzenia Państwowego.
W tym samym miesiącu został wykluczony ze swojego ugrupowania. Dołączył później do frakcji Socjaldemokratów. W 2019 z listy tej partii został wybrany na eurodeputowanego IX kadencji. Kandydował w wyborach prezydenckich w 2022 z poparciem socjaldemokratów i Ruchu Wolności. Zajął w nich trzecie miejsce z wynikiem ponad 15% głosów, nie przechodząc do drugiej tury. W lipcu 2024 powołany na sekretarza stanu w ministerstwie sprawiedliwości.